# Tarascos
Els tarascos o purépetxes són un grup lingüístic amerindi, també anomenat purépecha "gent que té peix". Els asteques els deien michuaque o habitants de Michhuacan (lloc de peix), però reberen el nom de tarasco, que deriva del nom que ells donaven als espanyols, tarascues "els qui es casen amb les nostres dones".

## Territori i demografia
Ocupen la major part del Michoacán (en nàhuatl, "Lloc de pescadors"), però van constituir un imperi que dominava bona part de Guerrero, Guanajuato (en purépetxa "Turó de les granotes"), part de Querétaro (en purépetxa "La Gran Ciutat"),i part de Jalisco, tot i que no va arribar a la costa del Pacífic (vegeu imperi purépetxa).

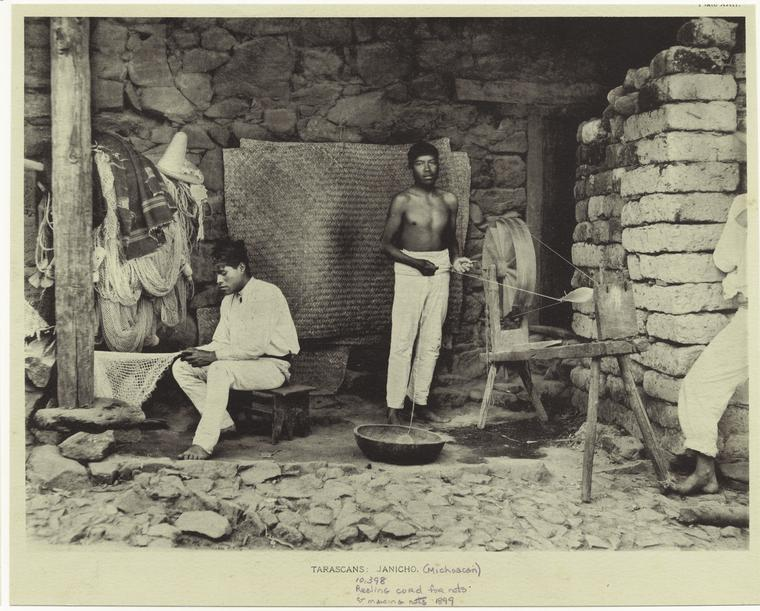
Purépetxes, s. XIX

## Costums
El governant tarasco, conegut com el calzontci, tenia la seva capital a Tzintzuntzan, ciutat fonamentalment administrativa, vora el llac Patzcuaro, al centre de Michoacan, que ocupava una zona de 7 km² amb una població de 235-30.000 persones, que potser arribaren a les 100.000 a l'arribada dels espanyols. Tzintzuntzan era dominada per una plataforma sobre la qual hi havia cinc estructures de temple anomenades yacata, molt diferents de les piràmides maia i asteca, que tenien construccions de fusta on es practicaven rituals i cerimònies, i amb túnels on guardaven els tresors i enterraven els sacerdots; eren dedicades a Curicaueri, que es representava a la terra a partir dels calzontzin "senyor de les innombrables cases o pobles".
Adoraven al foc, representat en els figuretes dels petámuni (grans sacerdots) que s'oferien al seu déu principal, Curicaueri ("el gran cremador"), déu del sol i del foc, que gaudia d'un foc perpetu sempre flamejant. La seva major deessa era Cuerauáperi, deessa de la fertilitat humana i del terre. Les cerimònies religioses incloïen sacrificis humans, particularment presoners de guerra. Tot i així, els asteques els consideraven txitximeques ("bàrbars del nord"), i afirmaven provenir del lloc mític Chicomoztoc ("Lloc de les set coves").
Descrits per Vasco de Quiroga, la seva societat era formada per estrats diferents en els àrees específiques de Tzintzuntzan: nobles, guerrers, sacerduts i comuns, que eren enterrats nus. Feien estàtues d'argila que indiquen el status social per la roba i guarniments que duien. Determinades peces de roba eren determinats a estrats socials diferents, com les armes, barrets dorsals i plomes.

## Història

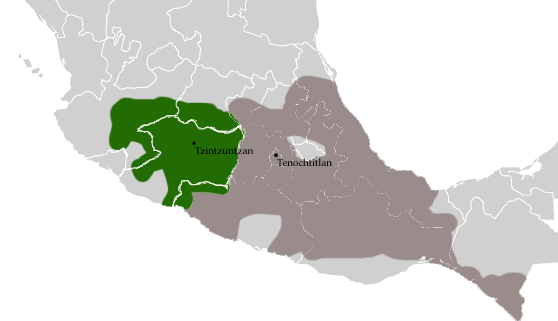
Imperi purépetxa, s. XV

Entre els segles XV i XVI, l'imperi purépetxa, amb capital a Ts'intsúntsani o Tzintzuntzan, va ser una potència mesoamericana de primera magnitud que va resistir l'embranzida de l'Imperi mexica. El seu imperi abastava la part sud de l'estat de Guanajuato, tot l'estat de Michoacán i la regió nord de l'estat de Guerrero fins al que avui és l'estat de Mèxic. Atès que era governat per clans ensenyorits a diverses cases establertes en diversos punts, podria parlar-se d'una confederació d'aquests, a partir de certa època de la seva història fins a la invasió espanyola dels seus territoris. El seu èxit militar i econòmic es va deure, en part, al fet que els purépetxes eren hàbils treballadors de metalls com l'or i el coure. Aquest factor sens dubte va ajudar a mantenir la seva independència dels asteques. Els purépetxes antics eren parlants exclusius del purépetxa, una llengua aïllada que no guarda relació històrica demostrada amb cap altra a la regió.
Llur expansionisme els va fer xocar amb els mexica, cosa que els portà a guerres que es cobraren moltes vides, però que no donaren la victòria decisiva a cap dels dos bàndols.
La primera expedició espanyola que penetrà al seu país fou dirigida per Cristóbal de Olid el 1522, però després de sis mesos fou rebutjat pels nacionals. El carrer cazonci, Tzintzicha Tangaxoan, fou executat per Nuño Beltrán de Guzmán el 1530, qui va penetrar a Michoacán amb 20.000 homes, tot arrabassant i robant als indígenes. Va cremar 800 pobles i va fer molts esclaus, i finalment aturà l'expedició per ordre dels Oïdors de l'Audiència.
Els missioners franciscans hi arribaren el 1525, seguits pels agustins el 1537. El jutge reial Vasco de Quiroga, que esdevindrà el primer bisbe de Michoacán el 1538, fou el considerat com el gran protector dels tarasco. El 1540 va traslladar la capital de Nueva Galicia a Patzcuátaro i abandonaren Tzintzuntzan, que restarà despoblada.
El 1540-1541 el franciscà Jerónimo de Alcalá escrigué Relaciones de las ceremonias y ritos y población y gobierno de los indios de la provincia de Michoacán, la millor descripció informativa sobre la seva vida i cultura. Els missioners prepararen diccionaris i gramàtiques per a la seva llengua, a diferència d'altres idiomes de Mesoamèrica. La primera gramàtica impresa d'una llengua ameríndia fou l’Arte de la Lengua de Michoacan (1558) de Maturino Gilberti.
Durant el període colonial mantingueren una identitat cultural mixta al nivell de les viles, molt centrat en les esglésies, hospitals i confraternitats. Han sobreviscut com a grup identificable a Michoacan, on encara es parla la llengua a molts pobles, i on destaquen en la manufacturació del coure, la fusta, els teixits, la terrissa i els vernissats.
El 1813 molts d'ells ajudaren al p. José Maria Morelos en la revolta contra el poder colonial, tot i que fracassà.
L'any 2018, un equip internacional d'arqueòlegs va descobrir a la zona d'Angamuco (Michoacán) un jaciment que antigament havia acollit la que probablement va ser la ciutat més gran de Mesoamèrica, amb una extensió de 35 km². En tan sols un kilòmetre quadrat van trobar-hi fins a 1.500 restes arqueològiques de la gran ciutat de la cultura purépetxa. S'hi van detectar més de 40.000 fonaments d'edificacions, i les restes de piràmides i places obertes que s'agrupaven en vuit àrees del centre de la urbs prehispànica. Gràcies a la tecnologia d'escàner amb làser i a un sistema GPS es va fer la reconstrucció digital de la ciutat, que també va ajudar a detectar-ne la seva ubicació i a poder-ne determinar la magnitud, així com també a conèixer-ne el traçat i la seva organització urbana. Els elements més antics daten de l'any 900. Un dels arqueòlegs va remarcar com de rellevant resultava que la mida del jaciment d'Angamuco fos tan gran en una època en la qual generalment les civilitzacions vivien en ciutats petites, tret de Tenochtitlán, i va explicar que segurament la ciutat va ser habitada per més de 100.000 persones entre els anys 1000 i 1350.